# كوشك (شورآب)
کوشك (بالفارسية: کوشک) هي قرية تقع في إيران في قسم شورآب الريفي. يقدر عدد سكانها بـ 322 نسمة بحسب إحصاء 2016.